# Eurotas (rivier)
De Eurotas (Nieuwgrieks: Ευρώτας, Evrótas, met klemtoon, op de -o-, Oudgrieks: Εὐρώτας, Eurōtas) is de naam van een belangrijke Griekse rivier, gelegen in de Peloponnesos. Aan zijn oevers ligt de historische stad Sparta.
De Eurotas ontspringt in het grensgebied tussen Arcadië en Laconië, doorsnijdt eerst een bergachtige streek en komt dan in de vlakte op 5 kilometer ten noorden van Sparta. Vervolgens stroomt hij, in overwegend zuidoostelijke richting, door het vruchtbare dal tussen de bergketens van de Taigetos en de Parnon, verlaat dit weer in het zuiden via een nauwe vallei die door heuvels van lei- en kalksteen loopt, om ten slotte door een moerassige deltavlakte in zee uit te monden.
Het water van de Eurotas komt uit verschillende bronnen die zich bij de bergtop Chelmos verenigen. Daarnaast wordt hij in zijn bovenloop gevoed door zijriviertjes uit de Taygetus, die zoveel water geven dat hij zelfs in volle zomer nooit droogvalt. In het regenseizoen was hij in de Oudheid zelfs moeilijk over te steken. In zijn bedding groeit nog steeds het riet, dat de Spartaanse kinderen moesten plukken om er hun matrassen mee te vullen.